# Friabilitat
Friabilitat és la condició de ser friable. Descriu la tendència d'una substància sòlida a trencar-se a peces més petites sota pressió o contacte, especialment per fregament. El contrari de friable és indurat.
Substàncies que són designades perilloses, com asbest o sílice cristal·lí, són sovint qualificades de friables si les partícules petites són fàcilment despreses i esdevenen suspeses en l'aire, i per això respirables (capaces d'entrar a pulmons humans), plantejant així un perill per la salut.
Substàncies més dures, com formigó, també poden ser mecànicament dividides i reduïdes a fina pols mineral. Tanmateix, tals substàncies no són generalment considerades friables a causa del grau de dificultat que implica trencar els enllaços químics de la substància a través de mitjà mecànic. Algunes substàncies, com espumes de poliuretà, mostren un augment de llur friabilitat amb exposició a radiació ultraviolada, com la continguda en la llum solar.
Friable és de vegades utilitzat metafòricament per descriure "personalitats trencadisses" que poden ser "fregades" per estímuls aparentment menors però que produeixen respostes emocionals extremes.

## Exemples
Una substància friable és qualsevol substància que pot ser reduïda a fibres o partícules més primes per l'acció d'una quantitat petita de pressió o fricció, com fregament, erosió o raspallant inadvertit contra la substància. El terme també podria aplicar-se a qualsevol material que exhibeix aquestes propietats, com:
- Substàncies amb enllaç químic iònic que tenen menys de 1 kg/L de densitat
- Tauletes d'argila
- Galetes cruixents
- Fibres minerals - llana de roca
- Poliuretà (Escuma)
- Aerogel

## Ús geològic
Friable i indurat és els termes antònims que es fan servir generalment en geologia per parlar de roques toves, especialment gresos, fangolites, i shales per descriure amb quina facilitat o dificultat els fragments constituents de la roca són agregades juntes.
Exemples:
- Flocs d'argila assecada
- Guix
- Perlita

## Ús mèdic
El terme friable és també utilitzat per descriure tumors en medicina. Això és una determinació important perquè tumors que són fàcilment esguerrats a trossos poden tenir un risc més alt de malignitat i metàstasi.
Exemples:
- Algunes formes de càncer, com el mixoma atrial, (afecta una part del cor)
- Colecistis o inflamació de vesícula biliar

## Ús farmacèutic
Testatge de friabilitat és una tècnica de laboratori utilitzat per la indústria farmacèutica per provar la durabilitat de pastilles durant el trànsit per les cadenes de manipulació, envasat i transport. Aquest test implica caiguda repetida des de diverses alçades d'una mostra de pastilles comprimides per un temps fix, utilitzant una roda giratòria amb un dosificador. El resultat és inspeccionat per les dades: nombre de pastilles trencades, i el percentatge de massa de pastilla perduda a través dels xocs. Una especificació típica permetrà un no-zero percentatge d'esmicolament, i zero pastilles de trencades (trossos significativament grans).

Objectes i materials friables
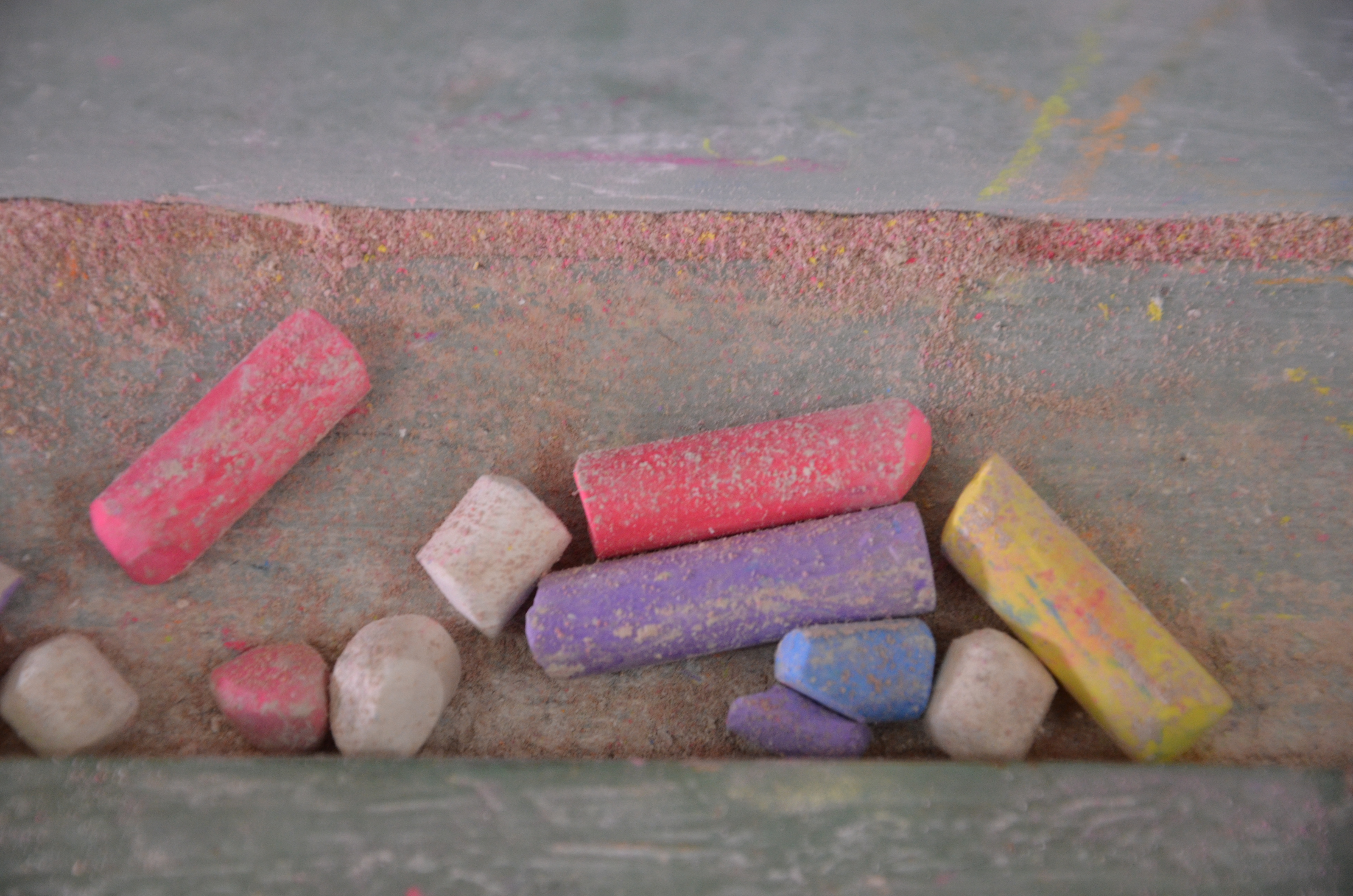
Guix escolar esmicolat per l'ús
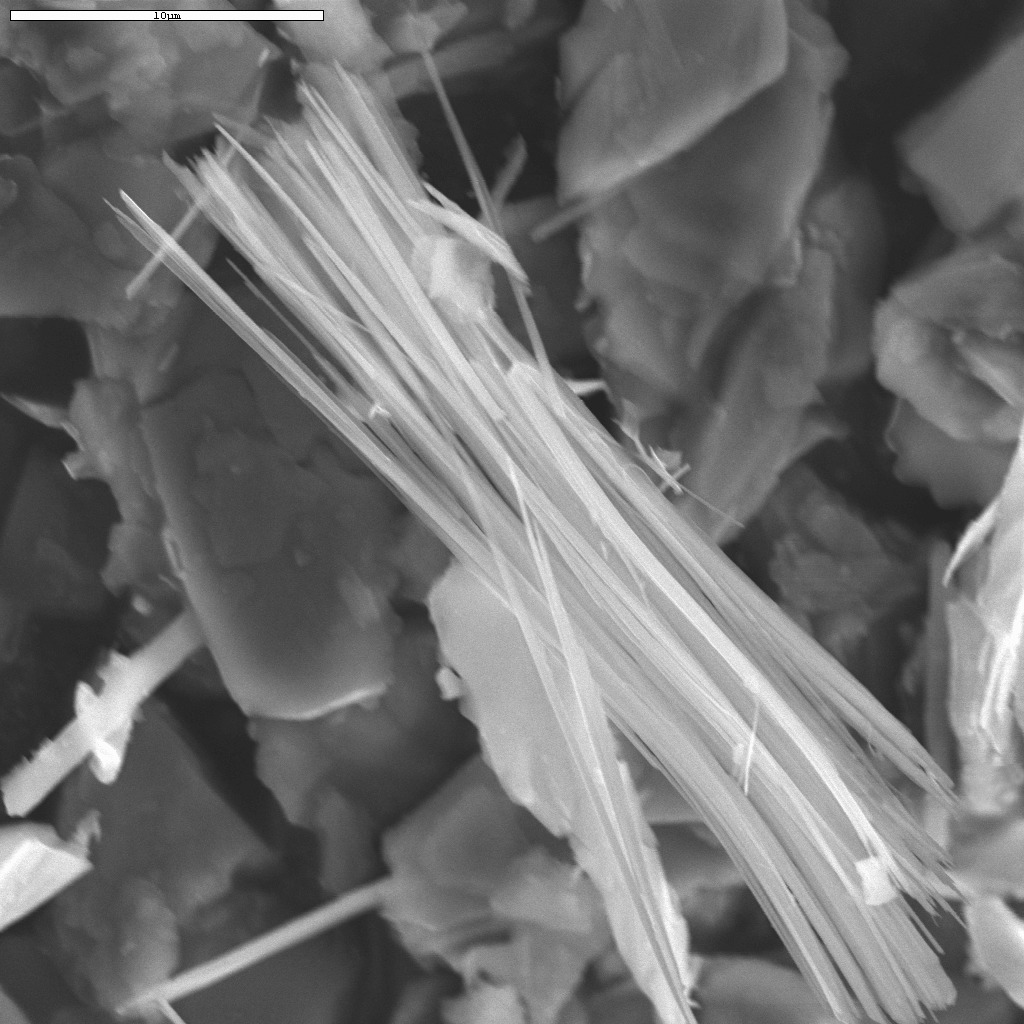
Fibres microscòpiques friables de tremolita -asbest-
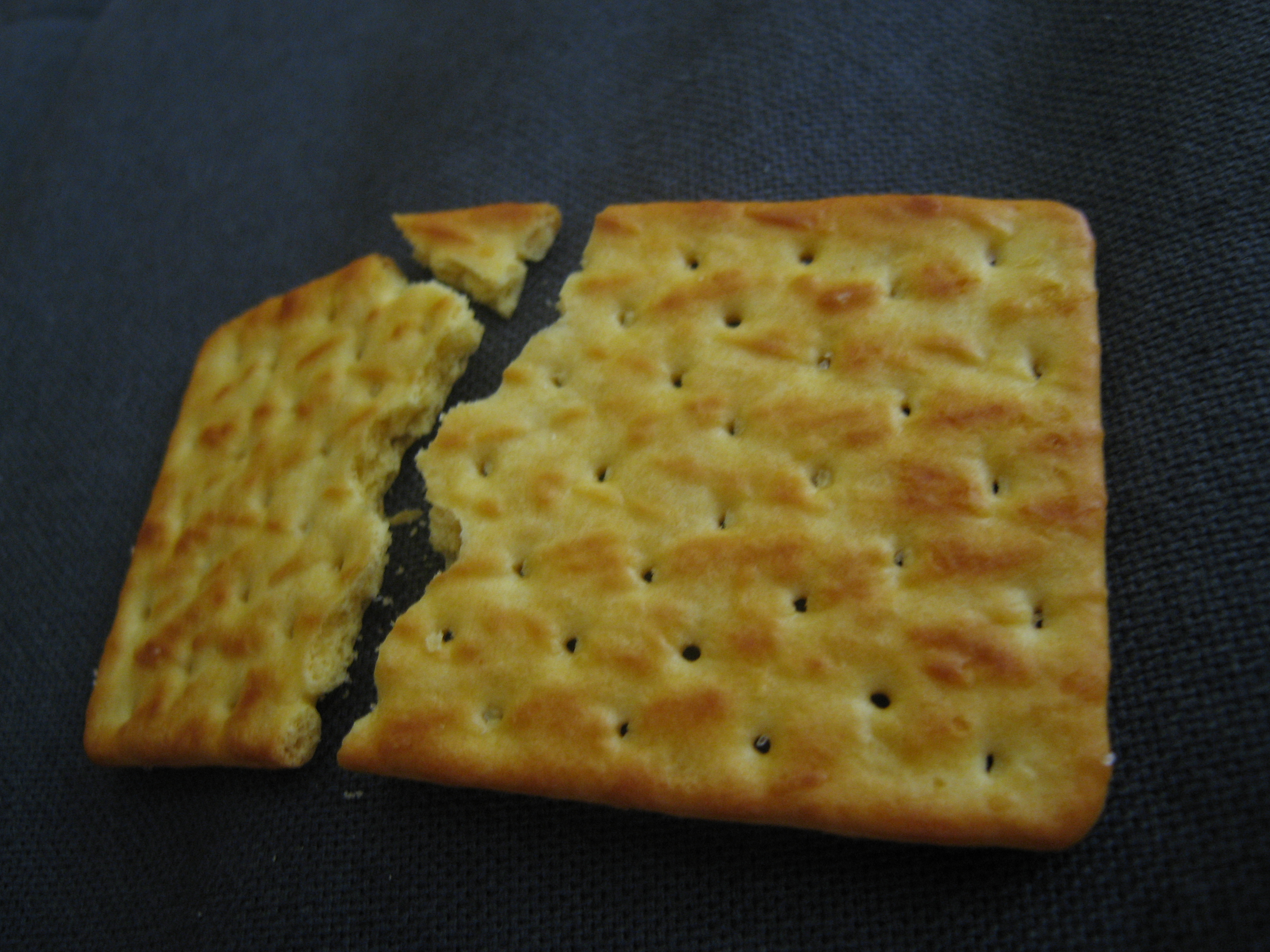
Galeta cruixent
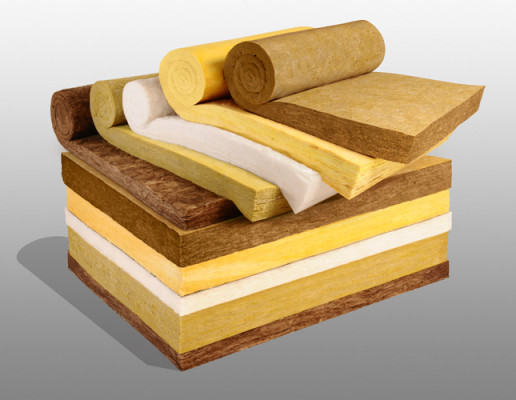
Llana mineral aillant
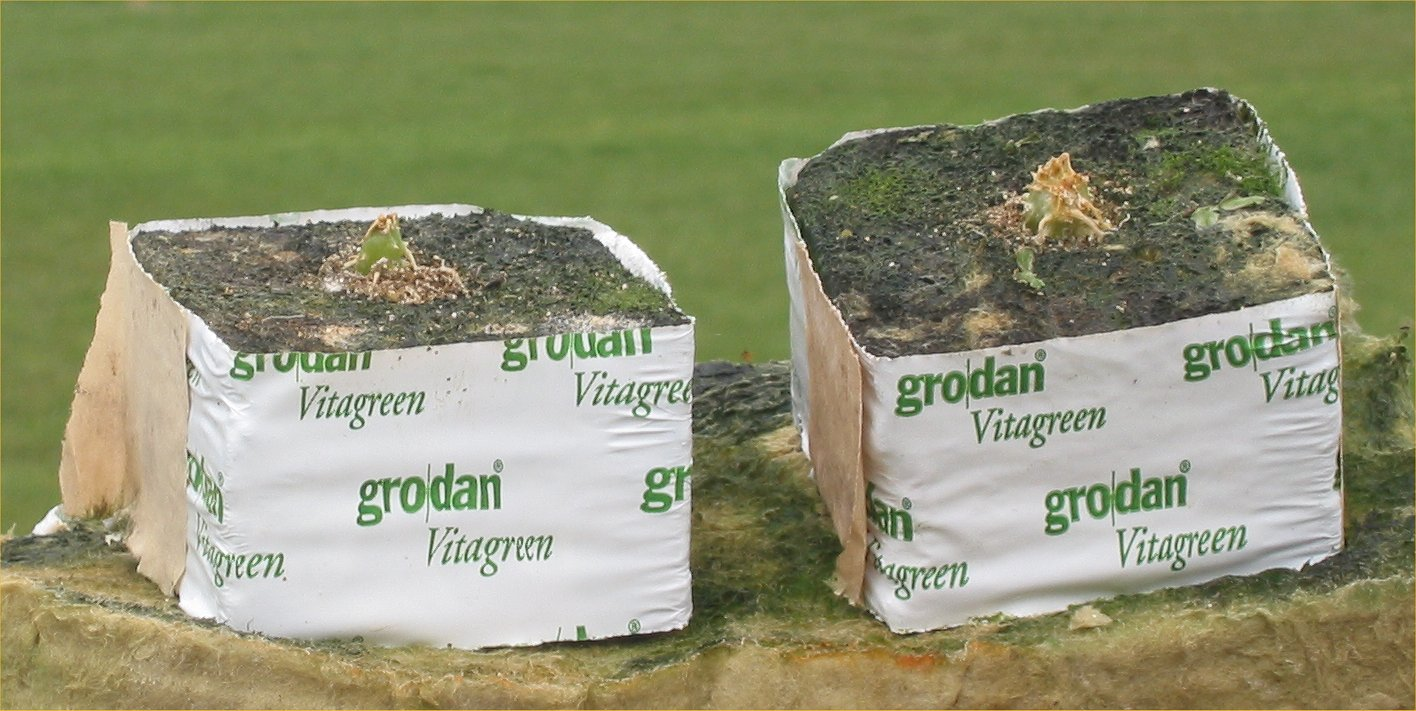
Llana mineral com substrat de cultiu
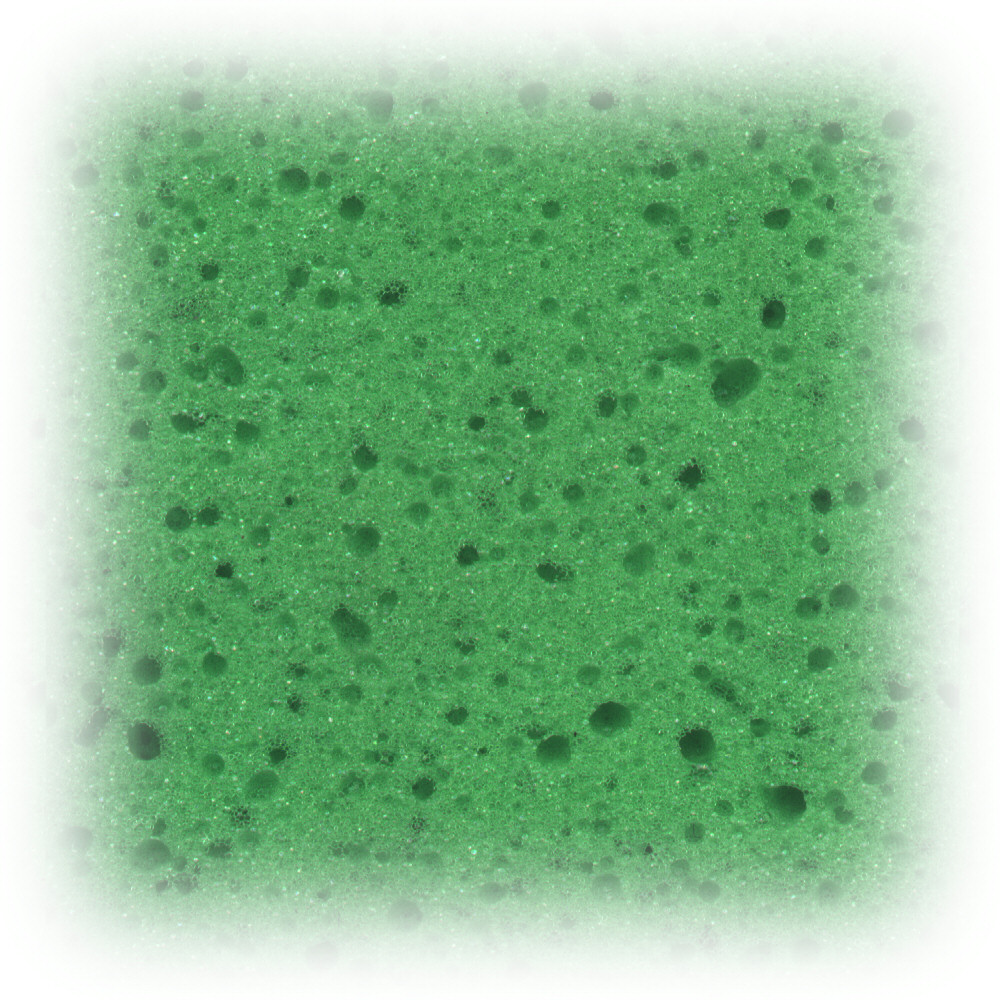
Espuma sintètica